# Johann Glandorp
Johann Glandorp est un littérateur allemand, né à Munster vers 1500 et mort en 1564.
Il fut recteur du gymnase de Hanovre, puis professeur d'histoire à Marbourg.

## Œuvres
Il a publié : 
- Sylva carminum elegiacorum in enarrationem Commentariorum C. Julii Cæsaris, Magdebourg, 1551 ;
- Disticha sacra et moralia, 1559 ;
- Descriptio gentis Antoniæ, 1559 ;
- Descriptio gentis Juliæ, 1576 ;
- Onomasticon historiæ romanæ, 1589,

ainsi que des notes sur César, Cicéron (épîtres familières), etc.